# Свети Николай (Уланци)
„Свети Николай“ (на македонска литературна норма: „Свети Никола“) е възрожденска православна църква във велешкото село Уланци, централната част на Северна Македония. Църквата е построена между 1820 и 1830 година. Изписана е две години по-късно, в 1832 година.